# Ловушка времени
«Ловушка времени» (англ. Time Trap) — американский научно-фантастический фильм, снятый режиссёром Беном Фостером и Марком Деннисом. Премьера фильма состоялось на Международном кинофестивале в Сиэтле 19 мая 2017 года. В США фильм вышел 2 ноября 2018 года.

## Сюжет
Профессор археологии Хоппер разыскивает в пещерах в отдалённом районе Техаса своих пропавших без вести много лет назад родителей-хиппи и маленькую сестру, которые, в свою очередь, искали там мифический Фонтан молодости. Он сообщает своим студентам, что напал на след и обнаружил минивэн с вещами родителей. В пещеры он возвращается один, и проходит внутрь через вязкую прозрачную массу. Он видит впереди человека в ковбойском костюме с револьвером, уходящим внутрь пещеры, и следует за ним.
Студенты Тейлор и Джеки вместе со своей подругой Карой, её младшей сестрой Вивс и другом сестры Фёрби на следующий день решают начать поиски самого Хоппера, который так и не вернулся. Группа спускается в пещеру, также встретив по пути вязкую прозрачную преграду, не пропускающую воздух, а Фёрби ждёт их наверху. Внезапно верёвки рвутся, Тейлор и Джеки падают, при этом Джеки ранит ногу, а Тейлор ломает пальцы на руке. Из глубины пещер слышатся крики и рёв, а затем по рации пробивается крик Фёрби, который зовёт на помощь. Группа идёт дальше и видит выход из пещеры высоко наверху. Кара с прикреплённой видеокамерой по выступам в стене выбирается наверх, где ощущает, что воздух стал хуже, видит изменившуюся безжизненную поверхность, надвигающуюся пылевую бурю и огромную космическую станцию треугольной формы в небе. Она спускается вниз и рассказывает об увиденном, при этом остававшиеся внизу говорят, что Кара отсутствовала только две секунды, хотя на её видеокамере записано около получаса. Также группа находит труп Фёрби и его видеокамеру, из записей которой они понимают, что Фёрби ждал их у пещеры несколько дней, а затем попытался спуститься, но его верёвка также оборвалась. Ребята понимают, что в пещере время идёт намного медленнее, чем за её пределами, где, по всей видимости, миновали уже тысячи лет. Их верёвки обрывались из-за трения, поскольку на поверхности проходили годы, пока они спускались. Также на записи с камеры Фёрби они видят, что он оставался жив после падения, но к нему подошло какое-то существо и убило его.
Ребята решают заново предпринять попытку выбраться на поверхность, Кара начинает подъём. В этот момент в проём опускается труба, которая трансформируется в лестницу и по ней спускается высокий человек в скафандре, моментально усыпляющий напавшего на него пещерного человека. Ребята, испугавшись, бегут по галереям пещеры. В одной из пещер группа встречает пещерных людей рядом с трупом ковбоя с револьвером. Там же лежат тела молодых родителей Хоппера, которых ребята узнают по их старым фотографиям. Завязывается драка с пещерными людьми, в которой Тейлора тяжело ранят или убивают. Оставшиеся бегут обратно к верхнему выходу, но оттуда спускается высокий человек в скафандре. Он обезвреживает нападающих пещерных людей, хотя им удаётся сорвать с него шлем, и оттаскивает Тейлора в каменный бассейн с водой. Сам же незнакомец, говорящий на непонятном ребятам языке, умирает, по-видимому, не вынеся земного воздуха. Перед смертью он показывает ребятам трансляцию, в которой сообщается о том, что люди  были вынуждены покинуть Землю из-за изменившихся природных условий.
Тейлор после пребывания в воде оживает, и вскоре ребята догадываются, что вода в пещере и есть вода из Фонтана молодости. Они кладут тело Фёрби в воду, а Джеки излечивает свою ногу. Тейлор проходит дальше и находит раненого Хоппера и нескольких раненых пещерных людей, а рядом ещё более густую прозрачную массу, за которой находится собственно Фонтан молодости. В вязкой массе в неподвижности находится множество людей — конкистадоров, сражающихся с пещерными людьми.
Пещерной девочке, поливающей раны своих родителей, удаётся оживить их, и те снова нападают на Хоппера и Тейлора. Хоппер приказывает Тейлору убегать, но берёт его револьвер. Ребята бегут к верхнему выходу и при помощи выдвигающейся лестницы человека в скафандре лезут наверх, при этом за пределами пещеры теперь находится масса воды. Когда Кара достигает воды, некие длинные руки неизвестных существ вытаскивают её наружу, а за остальными ребятами спускаются щупальцеобразные жгуты.
В финальной сцене Фёрби, Хоппер, его родители и сестра приходят в себя в небольших бассейнах с водой. Они находятся на космической станции, из которой видна Земля. В помещение входят Тейлор и остальные в другой одежде и сообщают очнувшимся, что здесь они в безопасности.

## В ролях
| Актёр             | Роль         |
| ----------------- | ------------ |
| Эндрю Уилсон      | Хоппер       |
| Кэссиди Гиффорд   | Кара         |
| Бриэнн Хауи       | Джеки        |
| Рейли МакКлендон  | Тейлор       |
| Оливия Драгусевич | Вивс         |
| Макс Райт         | Фёрби        |
| Ганс Марреро      | Хранитель    |
| Рич Скидмор       | Рич Пинтауро |
| Крис Старджон     | Отец Хоппера |

## Критика
На сайте-агрегаторе Rotten Tomatoes фильм имеет рейтинг 58% на основании 12 критических отзывов.